# Calle José de Villamil

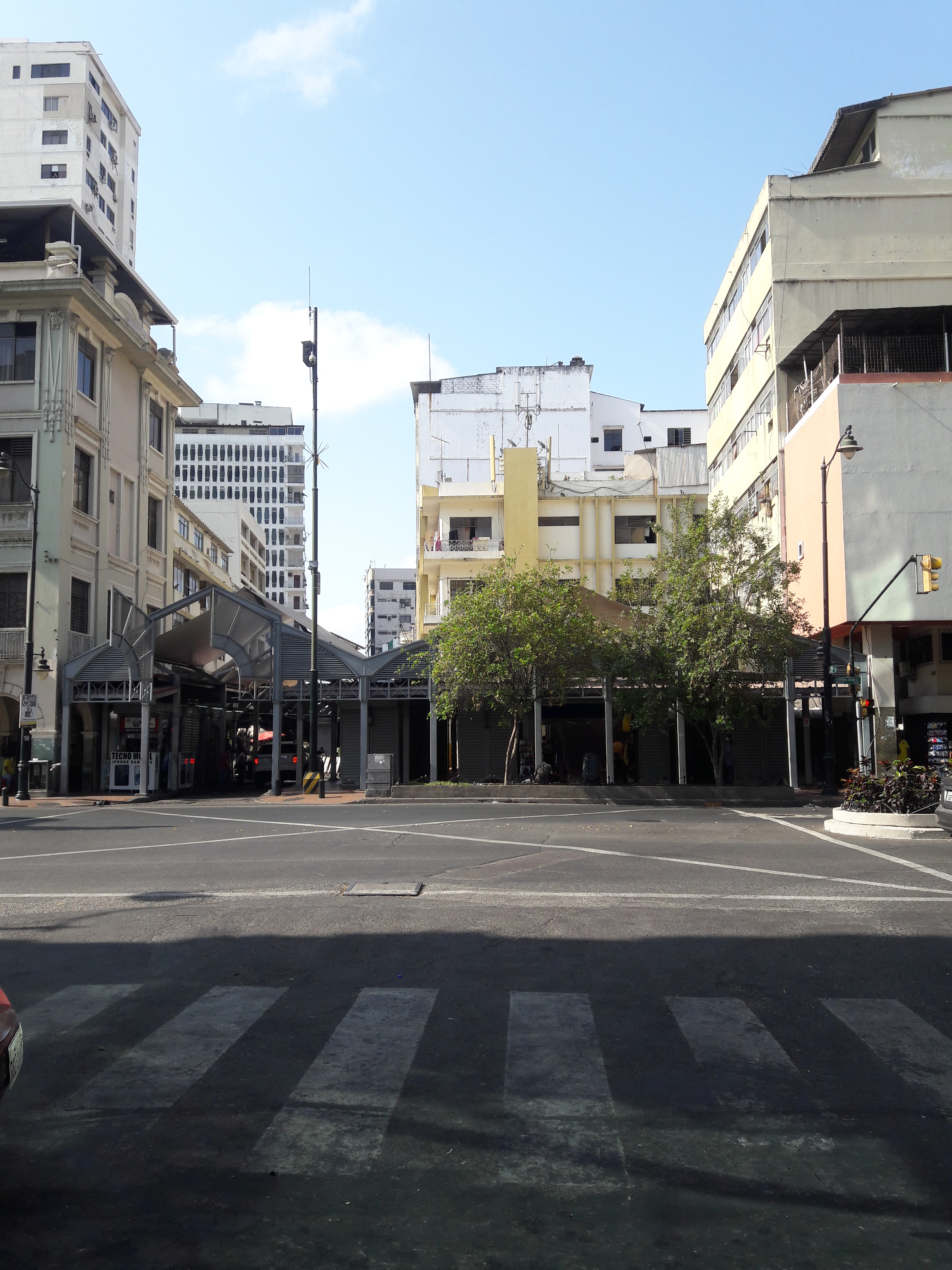
Calle Villamil

La Calle José de Villamil es una calle de la ciudad ecuatoriana de Guayaquil. Se ubica en el centro de la ciudad, al este del antiguo barrio de San Alejo en lo que se conocía como el barrio del Astillero, luego pasó a ser Porvenir y hoy es La bahía. La calle Villamil es una prolongación de la Pichincha antes conocida como Comercio, que llega hasta el malecón.

## Historia
Denominada en honor al prócer de la independencia del 9 de octubre José de Villamil, se llamó por un tiempo "Porvenir" esta calle de aproximadamente 300 metros de longitud, está repleta de pequeños comerciantes y vendedores ambulantes. Antiguamente fue conocida como el barrio de los marineros, pues era ahí donde los marineros que llegaban a la calle de la Ria iban a las tabernas y bares a descansar de sus travesías marítimas. Había por este sector una enorme casona que pertenecía a la familia Franco en la intersección del callejón del mismo nombre y más al sur por donde estaba el Hotel Humboldt -edificio tomado por la Bahía- se ubicaba la Tahona casona que era propiedad de la familia Rocafuerte y luego de Manuel Antonio de Luzarraga. Este añejo edificio subsistió hasta principios del siglo XX debido a que fue consumida por un incendio perpetuado el 21 de octubre de 1901, sirviendo como depósito de madera de pino. En la acera sur intersección con la calle Arzobispo (Mejía) se ubicaba el depósito de aceite de ballenas, material utilizado para encender las farolas del alumbrado público. La Casa de las Cien Ventanas del general Guillermo Bodero acera este y lugar donde falleció el prócer a quien se debe el nombre de la calle y del barrio. En el año de 1968 el alcalde Assad Bucaram reubicó a comerciantes en esa calle en la cual permanecen hasta el día de hoy.